# Płociczno (województwo warmińsko-mazurskie)
Płociczno (niem. Plotzitznen) – wieś w Polsce położona w województwie warmińsko-mazurskim, w powiecie ełckim, w gminie Ełk.
W latach 1975–1998 miejscowość położona była w województwie suwalskim.
Leży nad jeziorami Płociczno i Zdrężno.